# Igły (Chojnice)
Igły – północne osiedle Chojnic położone na północnym skraju Pojezierza Krajeńskiego.

## Zbrodnia na Polach Igielskich
W znajdującej się nieopodal Lasku Miejskiego „Dolinie Śmierci” na tzw. Polach Igielskich Niemcy podczas okupacji rozstrzelali około 2000 mieszkańców Chojnic i okolic. Zwłoki pomordowanych przez Niemców pochowano w drugiej połowie roku 1946 na Cmentarzu Ofiar Hitlerowskich przy ulicy Gdańskiej w Chojnicach.